# 安芬擬銀漢魚
安芬擬銀漢魚，為輻鰭魚綱銀漢魚目擬銀漢魚科的其中一種，分布於東太平洋加拿大溫哥華島至墨西哥下加利福尼亞半島半鹹水、海域，深度可達26公尺，體長可達37公分，棲息在岩石底質、海藻床或泥底質河口水域，成群活動，以藻類及浮游生物為食，可做為食用魚。